# Collegio plurinominale Campania - 02 (2017)
Il collegio elettorale plurinominale Campania - 02 è stato un collegio elettorale plurinominale della Repubblica Italiana per l'elezione del Senato tra il 2017 ed il 2022.

## Territorio
Come previsto dalla legge elettorale italiana del 2017, il collegio era stato definito tramite decreto legislativo all'interno della circoscrizione Campania.
Il collegio comprendeva la zona definita dai quattro collegi uninominali Campania - 04 (Giugliano in Campania), Campania - 06 (Casoria), Campania - 07 (Napoli - San Carlo all'Arena) e Campania - 08 (Napoli - Fuorigrotta).

## Dati elettorali

### XVIII legislatura
Come previsto dalla legge elettorale, 193 senatori erano eletti in 33 collegi plurinominali con ripartizione proporzionale a livello regionale tra le coalizioni e le singole liste che avessero superato la soglia di sbarramento stabilita.
Nel collegio venivano eletti 9 senatori.
| Liste          | Liste                                       | Proporzionale | Proporzionale | Proporzionale | Maggioritario | Maggioritario | Maggioritario |  |
| Liste          | Liste                                       | Voti          | %             | Seggi         | Voti          | %             | Seggi         |  |
| -------------- | ------------------------------------------- | ------------- | ------------- | ------------- | ------------- | ------------- | ------------- |  |
|                | Movimento 5 Stelle                          | 495 291       | 53,90         | 3             | 495 291       | 53,90         | 4             |  |
|                | Forza Italia                                | 169 994       | 18,50         | 1             | 231 467       | 25,19         | –             |  |
|                | Lega                                        | 30 742        | 3,35          | –             | 231 467       | 25,19         | –             |  |
|                | Fratelli d'Italia                           | 22 686        | 2,47          | –             | 231 467       | 25,19         | –             |  |
|                | Noi con l'Italia – UDC                      | 8 045         | 0,88          | –             | 231 467       | 25,19         | –             |  |
|                | Partito Democratico                         | 116 690       | 12,70         | 1             | 133 993       | 14,58         | –             |  |
|                | +Europa                                     | 11 016        | 1,20          | –             | 133 993       | 14,58         | –             |  |
|                | Italia Europa Insieme                       | 3 235         | 0,35          | –             | 133 993       | 14,58         | –             |  |
|                | Civica Popolare                             | 3 052         | 0,33          | –             | 133 993       | 14,58         | –             |  |
|                | Liberi e Uguali                             | 26 746        | 2,91          | –             | 26 746        | 2,91          | –             |  |
|                | Potere al Popolo!                           | 17 324        | 1,89          | –             | 17 324        | 1,89          | –             |  |
|                | Il Popolo della Famiglia                    | 5 627         | 0,61          | –             | 5 627         | 0,61          | –             |  |
|                | CasaPound                                   | 4 002         | 0,44          | –             | 4 002         | 0,44          | –             |  |
|                | Italia agli Italiani (FN - MSFT)            | 2 454         | 0,27          | –             | 2 454         | 0,27          | –             |  |
|                | Per una Sinistra Rivoluzionaria (PCL - SCR) | 1 120         | 0,12          | –             | 1 120         | 0,12          | –             |  |
|                | Partito Repubblicano Italiano – ALA         | 896           | 0,10          | –             | 896           | 0,10          | –             |  |
| Totale         | Totale                                      | 918 920       | 100           | 5             | 918 920       | 100           | 4             |  |
|                |                                             |               |               |               |               |               |               |  |
| Schede bianche | Schede bianche                              | 6 531         | 0,69          |               |               |               |               |  |
| Schede nulle   | Schede nulle                                | 16 211        | 1,72          |               |               |               |               |  |
| Votanti        | Votanti                                     | 941 662       | 63,51         |               |               |               |               |  |
| Elettori       | Elettori                                    | 1 482 727     |               |               |               |               |               |  |

## Eletti

### Eletti maggioritario
Eletti nella coalizione di centro-sinistra (PD - Art.1 - SI - DemA - IV)
| Collegio uninominale          | Eletto | Eletto                    | Partito |
| ----------------------------- | ------ | ------------------------- | ------- |
| 4. Giugliano in Campania      |        | Maria Domenica Castellone | M5S     |
| 6. Casoria                    |        | Raffaele Mautone          | M5S     |
| 7. Napoli-San Carlo all'Arena |        | Franco Ortolani           | M5S     |
| 7. Napoli-San Carlo all'Arena |        | Sandro Ruotolo            | Ind.    |
| 8. Napoli-Fuorigrotta         |        | Paola Nugnes              | M5S     |

1. ↑  In data 22.06.2022 aderisce al gruppo misto, non iscritti; in data 29.06.2022 al gruppo Insieme per il futuro - Centro Democratico.
2. ↑  Deceduto in data 22.11.2019.
3. ↑  Dal 27.02.2020 (eletto in seguito a elezioni suppletive).
4. ↑  Aderisce al gruppo misto, non iscritti; in data 29.04.2021 alla componente «Liberi e Uguali-Ecosolidali».
5. ↑  In data 29.06.2019 aderisce al gruppo misto, non iscritti; in data 11.09.2019 alla componente «Liberi e Uguali»; in data 28.04.2021 torna nei non iscritti.

### Eletti proporzionale
| Movimento 5 Stelle                                 | Forza Italia      | Partito Democratico |
| -------------------------------------------------- | ----------------- | ------------------- |
|                                                    |                   |                     |
| Sergio Vaccaro Silvana Giannuzzi Vincenzo Presutto | Domenico De Siano | Valeria Valente     |

1. 1 2  In data 22.06.2022 aderisce al gruppo misto, non iscritti; in data 29.06.2022 al gruppo Insieme per il futuro - Centro Democratico.
2. ↑  In data 19.02.2021 aderisce al gruppo misto, non iscritti; in data 04.05.2022 aderisce al gruppo Uniti per la Costituzione-C.A.L. (Costituzione, Ambiente, Lavoro).